# Condado de Iredell
El condado de Iredell (en inglés: Iredell County, North Carolina), fundado en 1788, es uno de los 100 condados del estado estadounidense de Carolina del Norte. En el año 2000 tenía una población de 122 660 habitantes con densidad poblacional de 82 personas por km². La sede del condado es Statesville.

## Geografía
Según la Oficina del Censo, el condado tiene un área total de 1546 km² (596,9 mi²), de la cual 1492 km² (576,1 mi²) es tierra y 54 km² (20,8 mi²) es agua.

### Municipios
El condado se divide en diecisies municipios: Municipio de Barringer, Municipio de Bethany, Municipio de Chambersburg, Municipio de Concord, Municipio de Coddle Creek, Municipio de Cool Springs, Municipio de Davidson, Municipio de Eagle Mills, Municipio de Fallstown, Municipio de New Hope, Municipio de Olin, Municipio de Sharpesburg, Municipio de Shiloh, Municipio de Statesville, Municipio de Turnersburg y Municipio de Union Grove.

### Condados adyacentes
- Condado de Yadkin - al norte-noreste
- Condado de Davie - este-noreste
- Condado de Rowan - este
- Condado de Cabarrus - al sursureste
- Condado de Mecklenburg - sur
- Condado de Lincoln - al sursudoeste
- Condado de Catawba - suroeste
- Condado de Alexander - oeste-noroeste
- Condado de Wilkes - al norte-noroeste

## Demografía

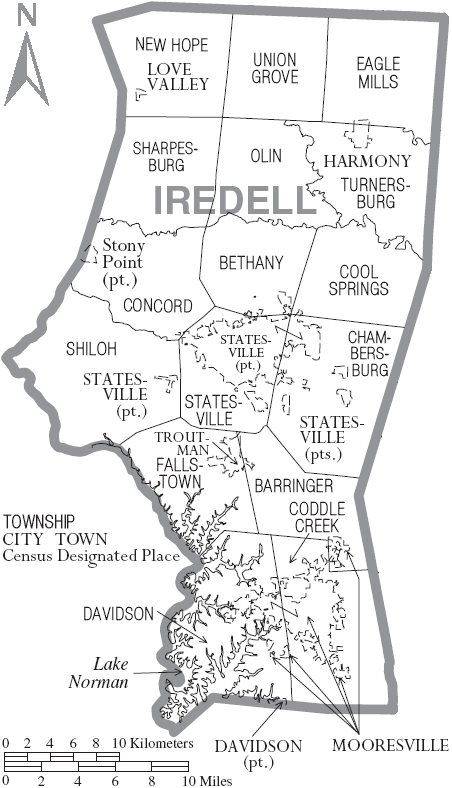
Mapa del Condado de Iredell en Carolina del Norte con sus municipios

En el 2000 la renta per cápita promedia del condado era de $41 920, y el ingreso promedio para una familia era de $49 078. El ingreso per cápita para el condado era de $21 148. En 2000 los hombres tenían un ingreso per cápita de $34 590 contra $24 031 para las mujeres. Alrededor del 8.20% de la población estaba bajo el umbral de pobreza nacional.

## Lugares

### Ciudades y pueblos
- Harmony
- Love Valley
- Mooresville
- Statesville
- Troutman
- Davidson